# Agence de graphisme
 (juillet 2014).
Si vous disposez d'ouvrages ou d'articles de référence ou si vous connaissez des sites web de qualité traitant du thème abordé ici, merci de compléter l'article en donnant les références utiles à sa vérifiabilité et en les liant à la section « Notes et références ».
Une agence de graphisme peut être également appelée studio de graphisme ou collectif de graphisme.

## Nature et types de travail
Ces agences sont constituées de personnes de différentes professions en fonction d'un ou de plusieurs projets ou commandes dirigés par un ou plusieurs graphistes. Ces studios et collectifs travaillent sur des projets relatifs au travail du graphisme, mais sur des disciplines et des domaines de connaissances très larges :
- Typographie
- Les films et séquences vidéo
- Design sonore
- La conception de jeux vidéo
- La signalétique
- Le graphisme de presse
- Le graphisme du livre
- Le design numérique
- La création de logiciel
- Le design de l'information
- Le design d'objet et d'environnement
- Le design audiovisuel
- L'écriture
- La mise en scène
- L'identité visuelle
- La publicité

La liste n'est pas exhaustive car les domaines de création sont très diversifiés et ne relèvent souvent pas que d'une seule et même catégorie.

## Fonctionnement
Une agence de graphisme fonctionne grâce plusieurs notions essentielles telles que la collaboration et l'interdisciplinarité. La communication et le travail en équipe sont les idées fondatrices. Ces principes sont amenés par la complexité des problèmes que rencontrent les graphistes dans leurs projets. Étant dans l'incapacité de posséder toutes les ressources nécessaires pour réaliser correctement leurs projets, du fait de leur complexités et de leurs multiples domaines de connaissances, ils font alors équipe avec d'autres personnes. Ces équipes peuvent être recrutées de manière internationale en fonction d'un ou plusieurs projets. L'équipe de travail alors en association est apte à travailler même dispersée à travers le monde grâce à une communication et une répartition des tâches spécifiques. Les graphistes profitent donc de la diversité de connaissances de leurs équipes pour travailler en interdisciplinarité. De ce fait les travaux réalisés par des agences répondent de manière beaucoup plus complexe et élaborée que ne pourrait le faire un  graphiste seul. Même les plus petites équipes sont alors à même de répondre efficacement aux problèmes posés par les différents projets, en recrutant du personnel spécialisé. Les collaborateurs peuvent être des employés de l'agence, des entreprises des partenaires, des associations, des centres culturels etc. La participation du client est aussi primordiale dans la réalisation de projet. C'est lui qui donne son avis et guide le projet dirigé par le(s) graphiste(s). Ces collectifs poussent à la communication et à la coopération  pour répondre le mieux et le plus efficacement possible au problème du projet. La réussite de ces agences dépend de la capacité de leur directeur (le(s)s graphiste(s)) à développer leur esprit collaboratif et interdisciplinaire.